# Lockhartia serra
Lockhartia serra är en orkidéart som beskrevs av Heinrich Gustav Reichenbach. Lockhartia serra ingår i släktet Lockhartia och familjen orkidéer.
Artens utbredningsområde är Ecuador. Inga underarter finns listade i Catalogue of Life.